# Wusab As Safil (huyện)
Huyện Wusab As Safil là một huyện thuộc tỉnh Dhamar, Yemen. Đến thời điểm năm 2003, huyện này có dân số 149531 người